# Mohamed Imam Bakhash
Mohamed Imam Bakhash (* 10. März 1977) ist ein ehemaliger bahrainischer Leichtathlet, der sich auf den Weitsprung spezialisiert hat.

## Sportliche Laufbahn
Erste internationale Erfahrungen sammelte Mohamed Imam Bakhash vermutlich im Jahr 2002, als er bei den Westasienspielen in Kuwait mit einer Weite von 7,31 m den fünften Platz belegte. Anschließend schied er bei den Asienmeisterschaften in Colombo mit 7,32 m in der Vorrunde aus und gelangte dann bei den Asienspielen in Busan mit 6,72 m auf Rang elf. Im Jahr darauf belegte er bei den Arabischen Meisterschaften in Amman mit 15,65 m den siebten Platz im Dreisprung und gelangte anschließend bei den Asienmeisterschaften in Manila mit 15,08 m auf Rang zwölf. 2004 belegte er bei den erstmals ausgetragenen Hallenasienmeisterschaften in Teheran mit neuem Landesrekord von 7,35 m den sechsten Platz im Weitsprung und beendete daraufhin seine aktive sportliche Karriere im Alter von 27 Jahren.
2003 wurde Imam Bakhash bahrainischer Meister im Weitsprung.

## Persönliche Bestzeiten
- Weitsprung: 7,47 m (+0,5 m/s), 8. Oktober 2003 in Kuwait
  - Weitsprung (Halle): 7,35 m, 6. Februar 2004 in Teheran (bahrainischer Rekord)
- Dreisprung: 15,25 m, 18. Mai 2003 in Ankara